# Calvaire (film)
Pour les articles homonymes, voir Calvaire.
Pour plus de détails, voir Fiche technique et Distribution.
Calvaire est un film belge réalisé par Fabrice Du Welz, sorti en 2004.

## Synopsis
Marc Stevens est un jeune chanteur de charme pour personnes âgées qui, après un gala dans un village des Ardennes belges, tombe en panne en pleine forêt et, guidé par Boris, un jeune homme étrange à la recherche de sa chienne Bella, aboutit à l'auberge tenue par Bartel. Celui-ci voit en Marc une « réincarnation » de son ex-femme Gloria et séquestre, viole, tond et enlaidit Marc afin qu'il ne soit pas une tentation pour les hommes du village proche, un village misérable où ne semblent habiter que des hommes et qui, pour assouvir leurs besoins sexuels, profitent des voyageurs occasionnels ainsi que des animaux qu'ils possèdent. La nuit de Noël, alors que Marc et Bartel réveillonnent, les villageois attaquent l'ancienne auberge et tuent Bartel et Boris qui était revenu avec son « chien » — en réalité un veau — dans les bras. Marc parvient à s'enfuir. Poursuivi par les villageois, il assiste à l'enlisement et à la mort de Robert, l'un d'entre eux, dans des sables mouvants.

## Fiche technique
- Titre : Calvaire
- Réalisation : Fabrice Du Welz
- Scénario : Fabrice Du Welz et Romain Protat
- Production : Michael Gentile, Eddy Géradon-Luyckx et Vincent Tavier
- Budget : 1,71 million d'euros
- Musique : Vincent Cahay
- Photographie : Benoît Debie
- Montage : Sabine Hubeaux
- Décors : Emmanuel de Meulemeester
- Costumes : Geraldine Picron
- Pays d'origine :  Belgique,  France,  Luxembourg
- Format : couleurs - 2,35:1 - DTS - 16 mm
- Genre : horreur
- Durée : 94 minutes
- Dates de sortie[1] :
  - (festival de Cannes) : 18 mai 2004
  -  Belgique : 9 mars 2005
  -  France : 16 mars 2005
- Film interdit aux moins de 16 ans lors de sa sortie en France

Lieux de tournage
Le film a été tourné au couvent Sainte Élizabeth de Mondorf-les-Bains au Grand-Duché de Luxembourg et en Belgique dans la réserve naturelle des Hautes Fagnes ainsi que dans le village de Bullange.

## Distribution
- Laurent Lucas : Marc Stevens
- Jackie Berroyer : Bartel
- Philippe Nahon : Robert Orton
- Jean-Luc Couchard : Boris
- Brigitte Lahaie : mademoiselle Vicky
- Gigi Coursigny : madame Langhoff
- Philippe Grand'Henry : Tomas Orton
- Jo Prestia : Fermier Mylène
- Marc Lefebvre : Lucien
- Alfred David : Roland
- Alain Delaunois : Gáant
- Vincent Cahay : Stan, le pianiste
- Johan Meys : Rosto

## Autour du film
- L'influence principale du réalisateur pour ce film est La Traque (1975) de Serge Leroy[2], tandis que la scène de danse dans le bar serait, d'après un commentaire du cinéaste présent dans le making of, directement empruntée à Un soir, un train (1968) d'André Delvaux[3].
- Le personnage de Marc Stevens reprend des chansons (« Bien trop belle » et « Amène ta semaine » notamment) de Marc Aryan, chanteur belge avec qui il partage son prénom. Dans l'arrière de sa camionnette, Marc Stevens a affiché le 45 tours de Marc Aryan « Giorgina ».
- Bartel, quant à lui, est un clin d'œil au réalisateur Paul Bartel, à qui l'on doit La Course à la mort de l'an 2000 (1975) ou Eating Raoul (1982).
- Premier long métrage du cinéaste, Jackie Berroyer et Jean-Luc Couchard faisaient déjà partie de la distribution de Quand on est amoureux c'est merveilleux (1999), premier court métrage de Fabrice Du Welz.

## Distinctions
- Grand Prix du meilleur film fantastique européen, lors du Festival du film fantastique d'Amsterdam en 2005
- Prix de la critique internationale, prix du jury et prix Première, lors du festival Fantastic'Arts en 2005
- Nomination au prix de la meilleure photographie, lors des Joseph Plateau Awards en 2006